# Roberto Escobar
Roberto de Jesús Escobar Gaviria (nascido em 13 de Janeiro de 1947), apelidado de El Osito (O Ursinho), é o irmão do chefe do tráfico falecido, Pablo Escobar, e o ex- contabilista e co-fundador do Cartel de Medellín. Foi responsável por mais de 80% da cocaína contrabandeada para os Estados Unidos. 
Pela sua participação nas operações do Cartel de Medellín, Roberto Escobar foi preso. Ele escapou com o irmão em julho de 1992, mas entregou-se às autoridades um ano depois. Em 18 de dezembro de 1993, enquanto ainda estava na prisão, ficou cego de um olho por uma carta-bomba. Foi libertado após mais de 10 anos.
Em 2014, fundou a Escobar Inc com Olof K. Gustafsson e registou os direitos de Sucessor em Interesse para o seu irmão na Califórnia. Em 1 de Julho de 2016, enviou uma carta à Netflix sobre a série de TV Narcos exigindo 1000 milhões de dólares americanos em pagamento pelo uso não autorizado de conteúdo. Em Janeiro de 2019, lançou um evento para arrecadação de fundos, num esforço para destituir presidente Donald Trump do cargo.
Em Julho de 2019, Escobar começou a vender uma tocha de propano feita para parecer um lança-chamas e acusou o CEO da The Boring Company, Elon Musk, de roubo de propriedade intelectual, alegando que o anúncio Not-a-Flamethrower (não um lança-chamas, em tradução livre) da The Boring Company é baseado num design que Escobar discutiu em 2017 com um engenheiro associado a Musk. Via comunicação social, Escobar ofereceu publicamente a Musk a resolução da disputa por 100 milhões de dólares, em dinheiro ou ações da Tesla, ou, alternativamente, o uso do sistema jurídico para se tornar o novo CEO da Tesla, Inc.